# Idioma cabécar
El Cábecar es una lengua indígena costarricense. Es hablada por la comunidad cabécar en la región costarricense de Talamanca. Pertenece a la familia lingüística chibchense, motivo por el cual se encuentra emparentada con otros idiomas regionales, como el téribe, el bribri, el boruca, el guaimí y el malecu.

## Vitalidad y distribución geográfica
El cábecar es la lengua indígena costarricense que cuenta con mayor número de hablantes. Según el censo nacional realizado en el año 2000, la población cabécar total suma unos 10 000 individuos, de los cuales el 85 % son hablantes nativos.
Los cábecar es habitan la cordillera de Talamanca dentro de las reservas indígenas de Nairi-Awari, Chirripó (bajo y alto), Tayni, Telire, Talamanca Càbecar y, por la vertiente del Pacífico sur, en Ujarrás.

## Dialectología

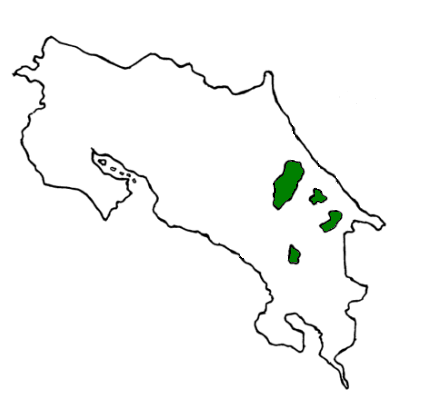
Distribución geográfica del cábecar.

El cábecar presenta diferencias dialectales muy notables. Actualmente, no se dispone de estudios detallados sobre sus variantes, aunque se sabe que, en algunos casos, las diferencias son profundas. Desde el siglo xix ha sido común distinguir cuatro variedades de cábecar, las cuales fueron agrupadas en dos grandes conjuntos por Margery (1989):
- El cabécar septentrional
  - Cábecar de Chirripó
  - Cábecar del Valle de la Estrella
- El cabécar meridional
  - Cábecar de Talamanca
  - Cábecar de Ujarrás

## Fonología

### Vocales
El cabécar posee ocho vocales orales y cinco vocales nasales.

#### Vocales orales
|          | Anteriores | Centrales | Posteriores |
| Cerradas | i          |           | u           |
| Medias   | ɪ          | ɤ         | ʊ           |
| Abiertas | ɛ          | a         | ɔ           |

La vocal ɤ solo aparece en las variantes dialectales del norte, sobre todo en el cábecar de Chirripó, pues las variedades sureñas la fundieron con la ʊ. Por eso, muchas palabras que en el sur se pronuncian con una ʊ, se pronuncian en el norte con una ɤ.

#### Vocales nasales
|          | Anteriores | Centrales | Posteriores |
| Cerradas | ĩ          |           | ũ           |
| Medias   | ẽ          |           | õ           |
| Abiertas |            | ã         |             |

### Consonantes
A lo largo de la historia se han hecho varias propuestas de análisis de la fonología del cábecar. En ellas, varía notablemente la cantidad de fonemas consonánticos propuestos. La propuesta más reciente fue llevada a cabo por Guillermo González Campos y considera como fonemas solamente los siguientes segmentos:
|            | bilabial | dental | alveolar | retrofleja | palatal | velar | glotal |
| oclusivas  | p b      | t d    |          |            |         | k     |        |
| aspiradas  | pʰ       | tʰ     |          |            |         | kʰ    |        |
| africada   |          |        |          |            | ʤ       |       |        |
| fricativas |          |        | s        |            | ʃ       |       | h      |
| lateral    |          |        |          | ɺ          |         |       |        |

Las consonantes aspiradas solo existen en cábecar norteño, pues en sureño se ha perdido este rasgo articulatorio y se pronuncian como oclusivas simples.

### Alofonía
- La vocal /a/ se manifiesta como schwa en las sílabas débiles.
- De forma facultativa, la /b/ se manifiesta como aproximante bilabial [β̞] cuando se encuentra en medio de dos /a/ o dos /ɤ/.
- Ante vocal nasal, la /b/ se manifiesta como [m].
- Antecedida de vocal, la /d/ se manifiesta como [ɾ].
- Antecedida de vocal y seguida por una sílaba que contenga tono alto, la /d/ se manifiesta como [r].
- Ante vocal nasal, la /d/ se manifiesta como [n].
- Ante vocal nasal, la /ʤ/ se manifiesta como [ɲ].
- Sobre todo en cabécar sureño, la /k/ tiene a sonorizarse en [ɣ].

### Tonalidad
El cábecar es una lengua tonal. Posee dos tonos de nivel: alto y bajo.

## Ortografía
La ortografía del cábecar sigue hasta donde es posible a la ortografía del español. Las letras y dígrafos, por lo general, poseen los mismos valores fonéticos que tienen en español.
Se exceptúan los siguientes casos:
- Las vocales que no existen en español se diferencian por medio de una diéresis: ä es /ɤ/, la ë es /ɪ/ y la ö es /ʊ/.
- Las vocales nasales del cábecar se transcriben mediante el signo diacrítico denominado macrón suscrito: a̱, e̱, i̱, o̱, u̱.
- Las aspiradas se distinguen mediante la adición de una jota: pj, tj, kj.
- Las restantes diferencias son las siguientes: /ʤ/ es y, /ʃ/ es sh, /h/ es j y /ɺ/ es l.